# Segra Field
Das Segra Field ist ein Fußballstadion in Leesburg, Virginia. Es wurde im August 2019 eröffnet und bietet Platz für bis zu 5000 Zuschauer. Loudoun United aus der USL Championship trägt hier seine Heimspiele aus.
Das Stadion befindet sich im Phillip A. Bolen Memorial Park und in unmittelbarer Nachbarschaft zum Loudoun Soccer Park. Außer dem Stadion befinden sich hier das Trainingsgelände und der Verwaltungstrakt des MLS-Teams D.C. United. Künftig soll auch eine Jugendakademie auf dem Gelände entstehen. Ursprünglich sollte das Stadion zu Beginn der Saison 2019 fertiggestellt sein, der Eröffnungstermin verschob sich jedoch in den August desselben Jahres. Im Juli 2019 sicherte sich die Firma Segra, ein unabhängiger Glasfasernetzanbieter, über eine Laufzeit von sieben Jahren die Namensrechte für das Stadion.
Am 12. November 2019 gab Washington Spirit aus der National Women’s Soccer League (NWSL) bekannt, dass die Mannschaft in der Saison 2020 vier Heimspiele im Segra Field austragen wird.